# Hyūga Endō
Hyūga Endō (japanisch 遠藤 日向 Endō Hyūga; * 5. August 1998 in Kōriyama) ist ein japanischer Leichtathlet, der sich auf den Langstreckenlauf spezialisiert hat. 2023 wurde er Asienmeister im 5000-Meter-Lauf.

## Sportliche Laufbahn
Erste Erfahrungen bei internationalen Meisterschaften sammelte Hyuga Endo im Jahr 2015, als er bei den Jugendweltmeisterschaften in Cali in 8:26,96 min den fünften Platz im 3000-Meter-Lauf belegte. Im Jahr darauf gelangte er bei den U20-Weltmeisterschaften in Bydgoszcz mit 14:08,38 min auf Rang 13 über 5000 Meter und 2022 schied er bei den Weltmeisterschaften in Eugene mit 13:47,07 min in der Vorrunde im 5000-Meter-Lauf aus. Im Jahr darauf siegte er in 7:45,08 min beim Seiko Golden Grand Prix über 3000 Meter und gewann anschließend bei den Asienmeisterschaften in Bangkok in 13:34,94 min die Goldmedaille über 5000 Meter. Anschließend schied er bei den Weltmeisterschaften in Budapest mit 13:50,49 min im Vorlauf über 5000 Meter aus.
In den Jahren 2021 und 2022 wurde Endo japanischer Meister im 5000-Meter-Lauf.

## Persönliche Bestleistungen
- 1500 Meter: 3:36,69 min, 9. April 2022 in Kumamoto
- 3000 Meter: 7:45,08 min, 21. Mai 2023 in Yokohama
  - 3000 Meter (Halle): 7:49,66 min, 27. Februar 2020 in Boston
- 5000 Meter: 13:10,69 min, 4. Mai 2022 in Nobeoka
  - 5000 Meter (Halle): 13:27,81 min, 8. Februar 2019 in Boston (japanischer Rekord)
- 5-km-Straßenlauf: 13:50 min, 12. November 2022 in Fukuoka